# Nádory mozku

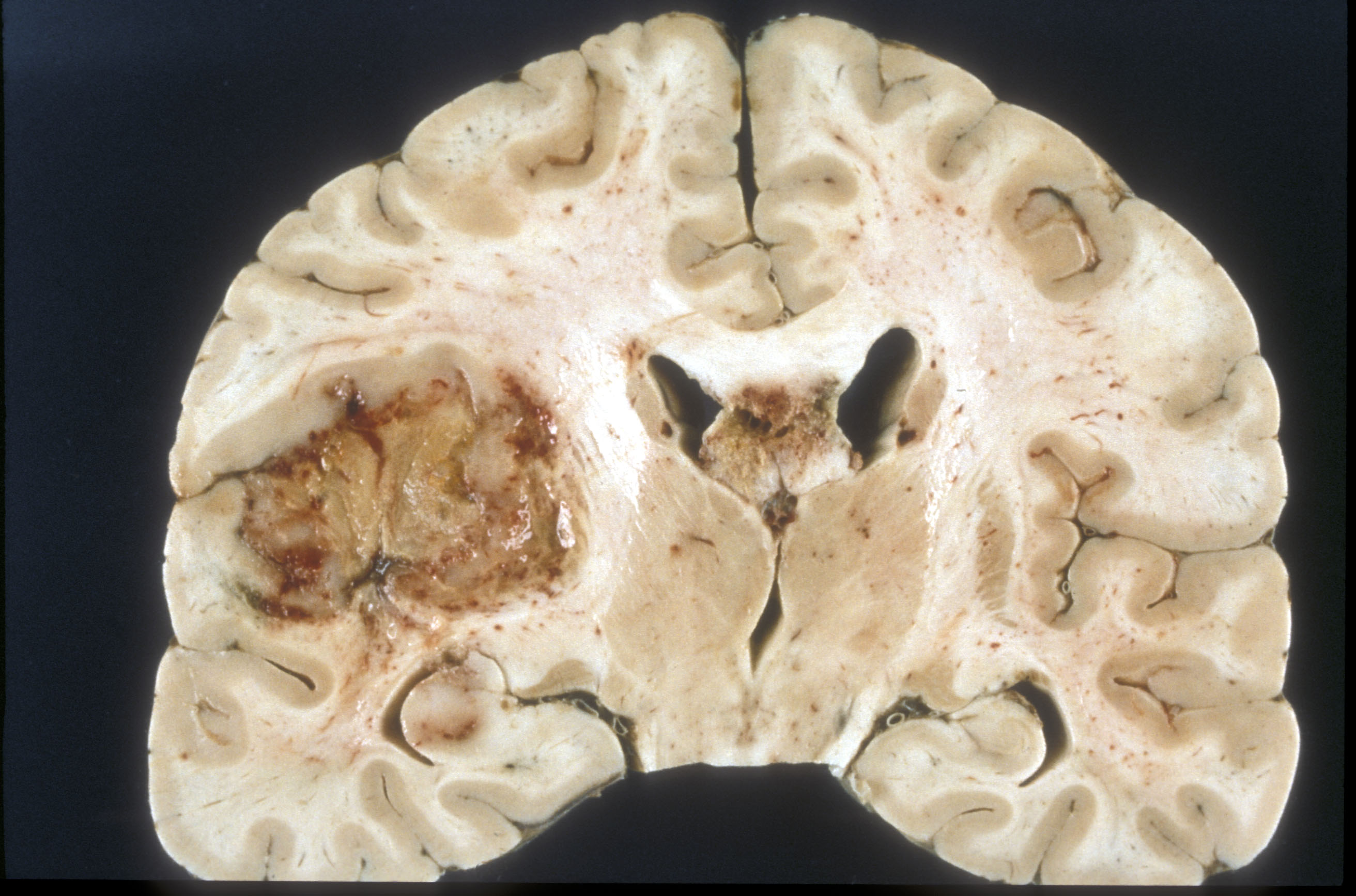
Makroskopický vzhled glioblastoma multiforme na řezu mozkem

Nádory mozku nebo také intrakraniální nádory jsou takové nádory, které postihují mozek a mozkové obaly (mozkové pleny). Může se jednat jak o nádory primární, tedy o nádory vzniklé přímo z příslušných tkání, tak i o nádory sekundární, tedy metastázy jiných nádorů ať už z mozku nebo z těla. Vzhledem k tomu, že tyto nádory rostou v uzavřeném prostoru lebky, liší se od jiných nádorů svým chováním a mnohdy i symptomatologií.

## Charakteristika
Pro nádory mozku je příznačné, že rostou v uzavřeném prostoru lebky, takže i typicky benigní nádor může postiženého usmrtit nárůstem nitrolebního tlaku (nitrolební hypertenzí). O primárních nádorech mozku se proto někdy hovoří jako o nádorech topicky maligních. Kvůli tomu, že je mozek relativně oddělen od zbytku těla selektivní bariérou (hematoencefalická bariéra), jsou výrazně omezeny i terapeutické možnosti. Primární nádory (50–60 %) jsou tvořeny z onemocnění gliomů (glioblastom, astrocytom, oligendendrogliom, ependymom), podpůrné tkáně (meningeom, schwannom) a z primitivních buněk meduloblastom. Sekundární (20–40 %) z mozkových tumorů.
Primární mozkové tumory nemetastázují s výjimkou likvorové dráhy. Některé gliomy (astrocytom) sice patří do relativně benigních, ale mohou se zvrhnout do maligních.
V dospělém věku jsou mozkové nádory poměrně vzácné, zato v dětském věku představují nádory mozku druhé nejčastější nádorové onemocnění. Terapie a prognóza se u jednotlivých typů nádorů výrazně liší. Zatímco např. glioblastoma multiforme patří mezi vysoce maligní nádory s pětiletým přežitím menším než 10 %, u operabilních a úspěšně odoperovaných gliomů dětského věku je dosaženo úplného vyléčení až u 90 % nemocných.

## Obecné příznaky
Na celkových příznacích se podílí především nitrolební hypertenze, takže se projevuje tupou bolestí hlavy (častěji u benigních tumorů), většinou s nenápadným začátkem a pomalou progresí. Zpravidla je bolest horší ráno při probuzení, kdy je spojena s nauzeou a zvracením. Občas se objevuje závrať a nejistota v prostoru. Psychické příznaky se manifestují útlumem, snížením zájmu, aspontenitou, poruchami paměti. Nádory supratentoriálních hemisfér mají tendenci ke generalizovaným nebo parciálním epileptickým záchvatům. V pozdních stadiích se na očním pozadí objevuje městnavá papila.

## Ložiskové příznaky
Ložiskové příznaky vyplývají z lokalizace nádoru a mají význam pro diagnózu. U dětí např. dochází k abnormální fixaci hlavy. Mozkový tumor je typizován lokalizovanou lézí, které odpovídá postižení určité krajiny, výjimkou jsou vícečetné metastázy.

## Příčiny a diagnostika
Příčiny většiny mozkových nádorů jsou neznámé. Mezi rizikové faktory patří dědičná neurofibromatóza, vystavení ionizujícími záření, působení vinylchloridu, Virus Epstein-Barrové. Vliv mobilních telefonů nebyl úplně potvrzen.
Nejčastější diagnostický postup je CT, které prokáže expanzivní tumor i kolaterální edém a kalcifikaci. Dále se užívá MR a angiografie. Nativní RTG lebky je v časných stadiích bez nálezu, lumbální punkce je kondraindikována. Samotná hypertenze se dá zjistit na tureckém sedle. Samotný typ tumoru je takto těžko zjistitelný, využívá se proto histologického vyšetření.

## Klasifikace dle WHO
Nádory mozku se obvykle dělí podle histogeneze, tedy podle tkáně, jejíž rysy alespoň částečně přebírá i tkáň nádorová a ze které pravděpodobně nádor vyrostl. Ke klasifikaci mozkových nádorů se používá klasifikace dle WHO z roku 1993: